# Ciobe Creek
Ciobe Creek är ett vattendrag i Belize.   Det ligger i distriktet Orange Walk, i den centrala delen av landet, 30 km nordväst om huvudstaden Belmopan.
I omgivningarna runt Ciobe Creek växer i huvudsak städsegrön lövskog. Runt Ciobe Creek är det glesbefolkat, med 10 invånare per kvadratkilometer.